# Dom-le-Mesnil
Dom-le-Mesnil é uma comuna francesa na região administrativa de Grande Leste, no departamento Ardenas. Estende-se por uma área de 7,98 km². Em 2010 a comuna tinha 1 122 habitantes (densidade: 140,6 hab./km²).